# Tysklands Grand Prix 1977
Tysklands Grand Prix 1977 var det elfte av 17 lopp ingående i formel 1-VM 1977.  Loppet var flyttat till Hockenheimring eftersom Nürburgring ansågs för farlig för F1 efter Niki Laudas olycka under loppet i Tyskland 1976. 

## Resultat
1. Niki Lauda, Ferrari, 9 poäng
2. Jody Scheckter, Wolf-Ford, 6
3. Hans-Joachim Stuck, Brabham-Alfa Romeo, 4
4. Carlos Reutemann, Ferrari, 3
5. Vittorio Brambilla, Surtees-Ford, 2
6. Patrick Tambay, Theodore (Ensign-Ford), 1
7. Vern Schuppan, Surtees-Ford
8. Alex Ribeiro, March-Ford
9. Ronnie Peterson, Tyrrell-Ford (varv 42, motor)
10. Riccardo Patrese, Shadow-Ford (42, hjul)

### Förare som bröt loppet
- Rupert Keegan, Hesketh-Ford (varv 40, olycka)
- Mario Andretti, Lotus-Ford (34, motor)
- James Hunt, McLaren-Ford (32, bränslepump)
- Gunnar Nilsson, Lotus-Ford (31, motor)
- Jochen Mass, McLaren-Ford (26, växellåda)
- Patrick Depailler, Tyrrell-Ford (22, motor)
- Jacques Laffite, Ligier-Matra (21, motor)
- Hector Rebaque, Hesketh-Ford (20, motor)
- Brett Lunger, BS Fabrications (McLaren-Ford) (14, olycka)
- Ian Scheckter, March-Ford (9, koppling)
- Hans Heyer, ATS (Penske-Ford) (9, transmission)
- John Watson, Brabham-Alfa Romeo (8, motor)
- Jean-Pierre Jarier, ATS (Penske-Ford) (5, transmission)
- Alan Jones, Shadow-Ford (0, olycka)
- Clay Regazzoni, Ensign-Ford (0, olycka)

### Förare som ej kvalificerade sig
- Patrick Nève, Williams (March-Ford)
- Emilio de Villota, Emilio de Villota (McLaren-Ford)
- Emerson Fittipaldi, Fittipaldi-Ford
- Arturo Merzario, Merzario (March-Ford)
- Teddy Pilette, BRM